# Rantigny
Rantigny is een gemeente in het Franse departement Oise (regio Hauts-de-France). De plaats maakt deel uit van het arrondissement Clermont. Rantigny telde op 1 januari 2022 2.538 inwoners.

## Geografie
De oppervlakte van Rantigny bedroeg op 1 januari 2022 4,16 vierkante kilometer; de bevolkingsdichtheid was toen 610,1 inwoners per km².

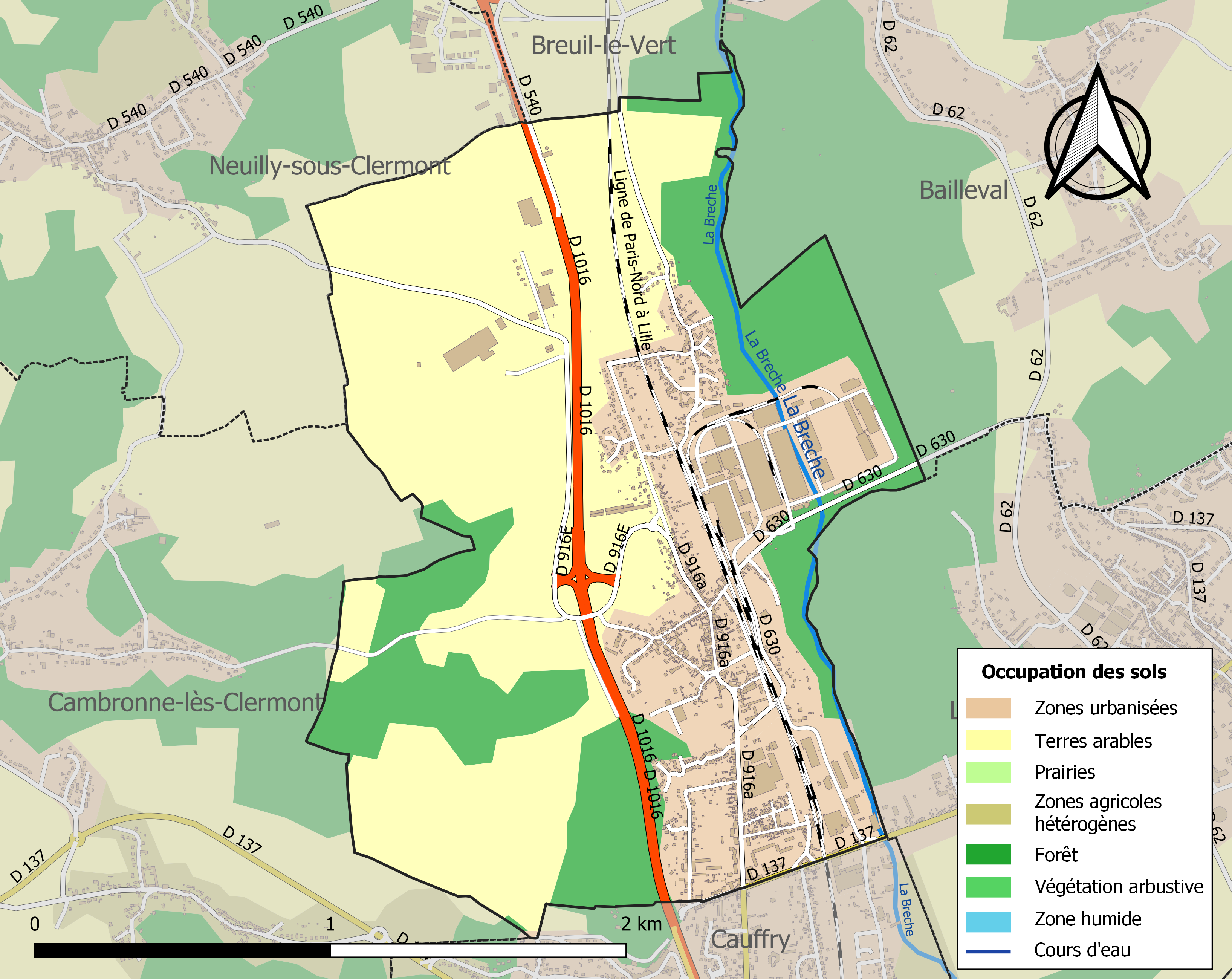
Kaart van de gemeente met belangrijkste infrastructuur, bodemgebruik en omliggende gemeenten

## Verkeer en vervoer
In de gemeente ligt spoorwegstation Liancourt-Rantigny.

## Demografie
Onderstaande figuur toont het verloop van het inwonertal (bron: INSEE-tellingen).